# Club de Deportes Santiago Morning
Club de Deportes Santiago Morning är en chilensk fotbollsklubb från Santiago. Klubben bildades egentligen 1936 i och med att Santiago Football Club och Morning Star slogs ihop. Klubben använder däremot det äldsta bildandedatumet av de två klubbarna när de redovisar sitt bildande, nämligen när Santiago Football Club bildades 16 oktober 1903. Räknar man med de titlar som Santiago Football Club tog, så har klubben 6 segrar av Campeonato de Apertura samt en seger av Primera División de Chile, nämligen säsongen 1942. Klubben spelare på Estadio Municipal de La Pintana i kommunen La Pintana i Santiago.

## Mästerskapstitlar
Primera División de Chile (1)
1942
Campeonato de Apertura (6) (Även resultaten för Santiago FC inräknade.)
1934, 1943, 1944-I, 1944-II, 1949, 1950